# NGC 4405
NGC 4405 је лентикуларна галаксија у сазвежђу Береникина коса која се налази на NGC листи објеката дубоког неба.
Деклинација објекта је + 16° 10' 52" а ректасцензија 12h 26m 7,1s. Привидна величина (магнитуда) објекта NGC 4405 износи 12,2 а фотографска магнитуда 13,1. NGC 4405 је још познат и под ознакама IC 788, UGC 7529, MCG 3-32-36, IRAS 12235+1627, CGCG 99-50, VCC 874, PGC 40643.